# 富士通アドバンストエンジニアリング
株式会社富士通アドバンストエンジニアリング（ふじつうアドバンストエンジニアリング、英文社名：FUJITSU ADVANCED ENGINEERING LIMITED）は、かつて存在した富士通の完全子会社である情報ソリューション企業。

## 主力製品・事業
- サービス事業
- ソフトウェア開発・販売事業
- ハードウェア開発・販売事業

## 主要事業所
- 本社 - 東京都新宿区西新宿3丁目7-1（新宿パークタワー）
- 新百合テクニカルセンター - 神奈川県川崎市麻生区万福寺1丁目2-2（新百合トウェンティワン）
- 関西支社 - 大阪市中央区城見2丁目1-61（TWIN21 MIDタワー）
- 中部支社 - 名古屋市中区錦1丁目10-1（マルカン酢 伏見ビル 5階）
- 九州分室 - 福岡市博多区東比恵3丁目1-号（東比恵ビジネスセンター）

## 沿革
- 1977年 - 富士電機50%・富士通50%出資の合弁会社 富士ファコム制御株式会社として設立される
- 1980年 - 関西事業所を開設する。富士ファコムソフトウェア開発株式会社（後の富士ファコムシステム株式会社）を設立する
- 1981年 - 中部事業所を開設する
- 1985年 - 関西富士ファコムシステム株式会社を設立する
- 1987年 - 中部富士ファコムシステム株式会社を設立する
- 1988年 - 出資比率が富士電機60%・富士通40%へ変更される。四国富士ファコムシステム株式会社を設立する
- 1990年 - 東北富士ファコムシステム株式会社、九州富士ファコムシステム株式会社を設立する
- 1997年 - 関係会社6社を富士ファコムシステム株式会社（後の株式会社FFCシステムズ）に統合する。株式会社FFCへ社名変更する
- 2002年 - 新宿ソリューションセンターを開設する
- 2007年 - 本社事務所を新宿パークタワーに移転する
- 2008年 - 富士電機から富士通への株式譲渡により富士通100%出資会社となる
- 2008年10月1日 - 株式会社富士通アドバンストエンジニアリングへ社名変更するとともに、株式会社FFCシステムズを統合する。
- 2021年4月1日 - 富士通へ吸収合併され、富士通アドバンストエンジニアリングは解散[3]